# 조름나물
조름나물(Menyanthes trifoliata)은 여러해살이풀로서 옆으로 뻗어나간 굵고 긴 땅속줄기 끝에서 몇 개의 잎이 물 위로 나와 있다. 잎은 3개의 작은잎으로 이루어져 있으며 가장자리는 톱니처럼 되어 있다. 꽃은 흰색으로 깔때기 모양을 하고 있는데, 여름이 되면 뿌리잎 사이에서 긴 꽃줄기가 나와 그 끝에 총상꽃차례를 이루면서 달린다. 꽃부리 안쪽에는 흰털이 빽빽하게 나 있다. 주로 연못이나 늪에서
자란다.
1. ↑  국립생물자원관. “조름나물”. 《한반도의 생물다양성》. 대한민국 환경부.